# Fraignot-et-Vesvrotte
Fraignot-et-Vesvrotte è un comune francese di 77 abitanti situato nel dipartimento della Côte-d'Or nella regione della Borgogna-Franca Contea.

## Società

### Evoluzione demografica
Abitanti censiti